# 杨勇 (上将)
杨勇（1913年10月28日—1983年1月6日），原名楊世峻，湖南浏阳人，中国人民解放军开国上将，中国共产党、中华人民共和国政治人物，原副国级领导人。曾担任中国人民解放军副总参谋长兼北京军区司令员、全国人大常委、第十至十二届中央委员。
杨勇早年参加中国工农红军，曾任红三军团第四师十团政委，红一军团1师、4师政委，参加长征。抗日战争时期，任八路军第115师343旅686团副团长、团长兼政委、师独立旅旅长兼政治委员、第343旅旅长兼鲁西军区副司令员、教导第3旅旅长、鲁西军区司令员兼鲁西专署专员、冀鲁豫军区副司令员。第二次国共内战时期，任晋冀鲁豫野战军第1纵队司令员、第二野战军第五兵团司令员。杨勇在战争时期五次负伤。中华人民共和国成立后，任贵州省人民政府主席、总高级步兵学校副校长、第二高级步兵学校校长、志愿军副司令员兼参谋长、司令员、副总参谋长、北京军区司令员、新疆军区司令员、中共中央军委常委、副秘书长等职。

## 生平

### 早年生涯
1913年10月28日，杨勇出生于湖南省浏阳县文家市一个农民家庭。1926年在里仁学校读书时，参加劳动童子军，任队长。1927年，杨勇加入共产主义青年团。马日事变后，随浏阳农军攻打长沙，不久败走江西、常德等地，年底回乡。 1929年，杨勇考入浏阳县立中学（今浏阳市第一中学）学习。1930年春因父病辍学，参加第八区苏维埃政府工作。
1930年2月，杨勇经县委选派到平江黄金洞红五军随营学校政治队学习，在此转为中共党员。结业后，分配到红八军，历任政治部宣传队分队长、大队长，连副政委、政委，营长、团政治处主任、师政治处处长等职。 1933年10月，杨勇任红三军团第四师十团政委。参加历次反围剿战争，并在洵口战役中负伤。1934年获三等红星奖章。
1934年10月，杨勇参加长征，参加了湘江战役和四渡赤水等战斗，并在湘江战役中负重伤，失去六颗牙。1935年9月，杨勇任第2纵队10大队政治委员。到陕北后，任红一军团1师、4师政治委员，率部参加直罗镇、东征、西征和山城堡战役。

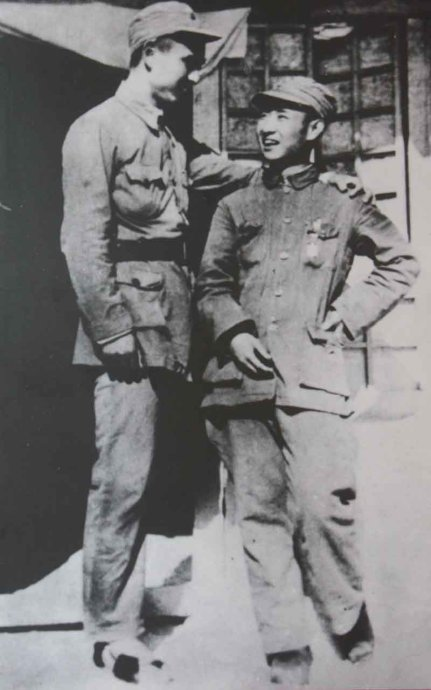
抗日战争时期，杨勇和表弟胡耀邦在延安

### 抗日战争时期
中日战争爆发后，杨勇任八路军第115师343旅686团副团长，参加了平型关战役，并在战役中负伤。1938年3月，杨勇接替李天佑任686团团长兼政委，参加了午城井沟战斗。1939年3月初，杨勇率部随第115师东进支队由晋西到达鲁西，指挥686团取得樊坝战斗的胜利，开辟鲁西抗日根据地。后任第115师独立旅旅长兼政治委员、第343旅旅长兼鲁西军区副司令员、教导第3旅旅长、鲁西军区司令员兼鲁西专署专员。
1941年初，杨勇与苏振华率教导第3旅运用围点打援的战法，取得潘溪渡战斗的胜利，继又挫败了日军对鲁西区的扫荡。同年7月任冀鲁豫军区副司令员。不久赴延安，先后在军事学院、中共中央党校学习。1944年，杨勇任冀鲁豫军区副司令员，指挥部队连续拔除日伪军据点200多处，使鲁西南的各小块游击根据地连成一片，新建了一个专署和六个县政权。1945年，杨勇指挥部队攻克南乐、东平、阳谷等县城，歼灭日军万余。同年9月，攻占长垣、汤阴等10多县。

### 第二次国共内战时期
1945年11月，组建晋冀鲁豫军区第七纵队，杨勇任司令员，4天内连克巨野等3座城市，并乘胜攻下济宁，歼伪军7000多人。1946年，杨勇参加出击陇海路战役，攻克砀山，协同三纵队围歼国军181旅及一个团。又在巨野、定陶、鄄南三战役中会同友军歼国军整编第三师和四十一师、四十七师各一个旅。1947年元旦，他指挥部队攻克聊城。
1947年，第七纵队与第一纵队合编，组建新的第一纵队，由杨勇任司令员。1947年4月，杨勇率部参加豫北战役。其后，在鲁西南战役中，一纵突破国军黄河防线，一举攻克郓城。尔后，率部参加进军大别山，组织指挥高山铺战役。1948年，率军与国军战斗于北向店，完成掩护友军南下桐柏山的任务。5月参加宛东战役。6—7月，在豫东战役中，杨勇连续3次狙击国军胡琏、吴绍周兵团北援，歼灭7000多人。淮海战役开始后，杨勇在张公店地区歼灭国军181师5000余人，俘虏师长米文和；之后参加双堆集战役，俘吴绍周等将官9人。
1949年2月，杨勇任第二野战军第5兵团司令员，参加渡江战役，攻占衢州、景德镇、上饶等20余座城镇。11月进军西南，占领贵州后，率第5兵团主力和第3兵团一部参加成都战役。

### 中华人民共和国成立后

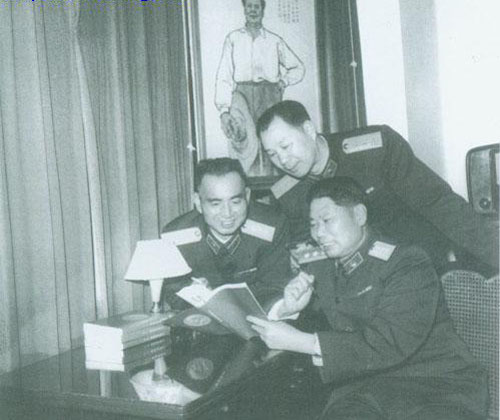
1960年，杨得志（右）、杨成武（中）、杨勇在学习毛选，他們被称为“三楊”

中华人民共和国建国後，1950年1月杨勇任贵州省军区司令员、贵州省人民政府主席。1950年年底，入中国人民解放军军事学院高级系学习。1952年毕业后，4月任总高级步兵学校副校长，10月调任第二高级步兵学校校长。1953年4月18日被任命为中国人民志愿军第20兵团司令员，5月11日到达朝鲜。组织所部参加1953年夏季反击作战，并指挥金城战役。1954年2月，杨勇任中国人民志愿军副司令员兼参谋长。1955年4月，杨勇任志愿军司令员，同年被授予上将军衔，获一级八一勋章、一级独立自由勋章、一级解放勋章。
1958年10月，杨勇率志愿军撤回国内，9月被任命为北京军区司令员。1959年，杨勇担任中华人民共和国建立10周年阅兵式总指挥，陪同国防部长林彪检阅三军,10月任中国人民解放军副总参谋长。杨勇担任北京军区司令员时，曾大力推广郭兴福教学法，提高全军区的军事训练工作。1965年11月任中共中央华北局书记处书记。文化大革命时期遭受迫害，1972年7月任沈阳军区副司令员，协助陈锡联主管作战、边防任务。1973年6月任新疆军区司令员兼中共新疆维吾尔自治区委第二书记和自治区革命委员会副主任。曾组织部队参加南疆铁路、天山公路和乌鲁木齐石油化工厂的建设工作。1977年9月任中国人民解放军副总参谋长，10月任中央军委战略委员会第二主任。1979年2月，杨勇任军委副秘书长，1980年1月增补为中央军委常委。
杨勇是中共第八届中央候补委员，第十至十二届中央委员，第十二届中央书记处书记。杨勇是中国人民解放军闻名的“三杨”之一（另二人是杨成武、杨得志）。1983年1月6日，杨勇在北京病逝，終年70歲。

## 著作
- 《胶济儿女》（杨勇山东抗日斗争回忆录）1993-12大连出版社

## 荣誉

### 外国勋章奖章
- 一级国旗勋章（朝鲜，1958年10月24日于平壤颁发[20]）

## 家庭
- 父亲杨贵蟾，母亲刘氏。家族在浏阳市文家市镇的故居，以杨勇故居之名列入第九批湖南省文物保护单位。
- 妻子林彬，回族，山东冠县人，1923年生，1939年4月与杨勇结婚。中华人民共和国成立后在国务院财贸办公室工作，2002年病逝。
- 儿子杨翼平少将，曾任天津警备区副司令员。
- 儿子杨小平[21]
- 儿子杨北北
- 女儿杨京京

此外，原中共中央总书记胡耀邦是杨勇的姨表弟，两人曾在里仁学堂一同读书，并先后加入中国工农红军。